# Arab névszóragozás
Az arab névszóragozás (arabul إعراب الأسماء [iʿrāb al-asmāʾ]) a klasszikus vagy irodalmi arab nyelv névszóit helyezi el négy morfológiai kategóriában: az adott szó állapotát (ami lehet határozatlan vagy határozott), nyelvtani nemét (ami lehet hím- vagy nőnemű), számát (ami lehet egyes, kettős és többes), valamint esetét (alany-, tárgy- vagy birtokos eset). Az egyes változatokat többnyire az írásképben csak korlátozottan – mellékjelek révén – megjelenő végződések, illetve írásban mindig látható toldalékok, egyes esetekben pedig flexió fejezi ki. Az alább elmondottak érvényesek a főnevekre, melléknevekre és számnevekre; a névmásokról a cikkben nem esik szó, mivel azok a fentebbi kategóriák közül nem mindegyikbe tartoznak bele.
A cikkben olvasható arab kifejezések a DIN 31635 szabványban szereplő tudományos átiratban szerepelnek. Az esetvégződéseket • jel választja el a szó többi részétől.

## Állapot
- határozott névszó: معرفة [maʿrifa]
- határozatlan névszó: نكرة [nakira]
- nunáció: تنوين [tanwīn]

Az arab névszó határozatlan vagy határozott.

### Határozatlanság
Az arab névszó önmagában határozatlan – szemben a magyarban és az ismertebb európai nyelvekben megszokottal, ahol ezt határozatlan névelő jelöli. A határozatlanságot sok esetben a szó végén megjelenő [n] hang jelöli, amit a betű arab nevéről (nūn) nunációnak nevezünk. A nunáció alany- és birtokos esetben csak mellékjellel jelölhető, azaz nem képezi az íráskép részét; a tárgyesetnél mellékjelek és egy szó végi alif formájában jelenik meg (kivéve a tāʾ marbūṭára (ld. lejjebb) végződő és -an végű szavaknál). A kalb (= kutya) szóval illusztrálva:
| Eset | Arab | Átírt   | Jelentés   |
| ---- | ---- | ------- | ---------- |
| A    | كلبٌ  | kalb•un | egy kutya  |
| T    | كلباً | kalb•an | egy kutyát |
| B    | كلبٍ  | kalb•in | egy kutyáé |

A határozatlanságot nunáció jelöli a legtöbb egyes számú alaknál és a tört többes számú alakok zöménél, valamint az ép nőnemű többes számoknál is. Más esetekben csupán a határozottság okainak hiánya jelzi ki a határozatlanságot, így a kettős számú és az ép hímnemű többes számú alakoknál, illetve a diptota szavaknál. (Ezek részletes tárgyalását lásd alább, a számról és esetről szóló fejezetben.)

### Határozottság
A névszó határozottságát kétféleképpen fejezhetjük ki (a nunáció egyikben sem fordulhat elő):
1. A szót megelőző, azzal egybeírt névelővel;
2. Birtokos szerkezet (idáfa) birtokaként (határozatlan birtokot ugyanis az arab csak körülírással tud kifejezni).

Példák a tuffāḥa (= alma) szó felhasználásával:
|            | Arab        | Átírt                | Jelentés     |
| Névelővel  | التفاحةُ     | at-tuffāḥat•u        | az alma      |
| Birtokként | تفاحةُ الولد | tuffāḥat•u l-walad•i | a fiú almája |

Bizonyos tulajdonnevek, amelyek valójában határozott névszók, formailag határozatlanok (pl. Muḥammad•un, Zayd•un), és ennek megfelelően is ragozódnak. Előfordulnak ragozhatatlan, [ā]-ra végződő tulajdonnevek is, ahol pusztán forma szempontból nem eldönthető határozottságuk vagy határozatlanságuk (pl. Lībiyā = Líbia).

## Nem
- hímnem: تذكير [taḏkīr]
- hímnemű: مذكر [muḏakkar]
- nőnem: تأنيث [taʾnīṯ]
- nőnemű: مؤنث [muʾannaṯ]

Az arabban két nyelvtani nem létezik: hímnem és nőnem.

### Hímnem
A hímnem többnyire jelöletlen; ez alól csupán az ép hímnemű többes számú alakok a kivételek (ld. alább, a vonatkozó fejezetben).

### Nőnem
A nőnem többnyire jelölt. Jele alapvetően az ún. „kötött t” [tāʾ marbūṭa] (ة), egy szó végére illeszthető speciális betű, amely [at] módon olvasandó ki, és további elemek kapcsolódása esetén egyszerű tāʾ [t] betűvé válik. A betű nőnemet jelölve mind főnevekhez, mind melléknevekhez kapcsolódhat. Fontos megjegyezni, hogy a betű nem minden esetben nőnemet jelöl (pl. ʿallāmat•un = nagy tudós, asātiḏat•un = tanárok) és a nőnemű szavaknak nem mindegyike végződik így.
A melléknevek egy csoportja (amelyek diptota ragozásúak, lásd alább) például alif maksūrával (szó végén álló, ā-nak ejtendő, pontok nélküli yāʾ-ra emlékeztető betű [ى]) képzi a nőnemű alakját. Ezek közé jellemzően olyan melléknevek tartoznak, amelyek hímnemben -ān végűek, illetve a melléknevek elatív (fokozott) alakja esetén – amelynek hímneme afʿal alakú – a nőnem a fuʿlā alakot követi, alif maksūra végződéssel. Egy másik csoport -āʾ végződéssel (اء) képzi a nőnemet; ebbe pedig az alapfokon is afʿal alakú, színeket és fogyatékosságokat jelző melléknevek tartoznak.
| Nőnem jele   | Arab  | Átírt         | Jelentés |
| ------------ | ----- | ------------- | -------- |
| Tāʾ marbūṭa  | مدرسة | mudarrisat•un | tanítónő |
| Tāʾ marbūṭa  | صغيرة | ṣaġīrat•un    | kicsi    |
| Alif maksūra | نعسى  | naʿsā         | álmos    |
| Alif maksūra | كبرى  | kubrā         | nagyobb  |
| -āʾ          | زرقاء | zarqāʾ•u      | kék      |
| -āʾ          | طرشاء | ṭaršāʾ•u      | süket    |

A jelöletlen végződésű nőnemű szavak közé tartoznak egyebek mellett a nőrokonokat jelölő szavak (pl. umm•un = anya, uḫt•un = nővér), a páros szervek (pl. yad•un = kéz, ʿayn•un = szem) és az égitestek nevei (pl. aš-šams•u = Nap, al-arḍ•u = Föld).
Az egyes, kettős és tört többes számú alakok esetében a fentebb elmondottak igazak. Az ún. „ép” (tehát flexió helyett toldalékkal képződő) többes számok esetében viszont mind a hímnem, mind a nőnem jól elkülöníthető módon jelölve van, ld. alább.

## Szám
- egyes szám: إفراد [ifrād]
- egyes számú: مفرد [mufrad]
- kettes szám: تثنية [taṯniya]
- kettes számú: مثنى [muṯannā]
- többes szám(ú): جمع [ǧamʿ]
- ép többes szám: جمع سالم [ǧamʿ sālim]
- tört többes szám: جمع التكسير [ǧamʿ at-taksīr]

Ahogy az eddigiekből kiderült, az arab nyelv három nyelvtani számot ismer: az egyes, a kettős és a többes számot.

### Egyes szám
Az egyes szám jelöletlen. Pl. mudarris•un = tanító, al-ǧāriyat•u = a rablány.

### Kettős szám
A kettős számot a szó végéhez kapcsolt toldalékok jelzik: -āni (انِ) alany-, -ayni (ينِ) tárgy- és birtokos esetben. (Az eredeti esetvégződés eltűnik.) Pl. mudarrisāni = két tanító, al-ǧāriyatayni = a két rablányt/a két rablányé. Birtokos szerkezet birtokaként a szó végi -ni eltűnik, így -ā vagy -ay marad a szó végén. Pl. mudarrisā l-madrasat•i (= az iskola két tanára).

### Többes szám
A többes szám kétféle lehet: ép (toldalékkal képzett) vagy tört (flexióval képzett).

#### Ép többes számok
Az ép többes szám, amely toldalékkal képződik, nemtől függően kétféle:
1. Ép hímnemű többes szám: alanyesetben -ūna (ونَ), tárgy- és birtokos esetben pedig -īna (ينَ) végződést kap. Pl. mumaṯṯil-ūna = színész-ek. Birtokos szerkezet birtokaként a -na eltűnik, így -ū vagy -ī marad a szó végén. (Vö. a kettős szám toldalékával.)
2. Ép nőnemű többes szám: -āt (ات) végződést kap, amihez még esetvégződések és nunáció járul esettől és határozottságtól függően. Amennyiben a szó egyes számban kötött t-re végződött, annak helyén jelenik meg. Pl. mudarrisat•un → mudarrisāt•un = tanítónők. Birtokos szerkezet birtokaként csak a nunációt veszti el.

#### Tört többes szám
A tört többes szám megnevezés flexióval előállított alakokat takar. A tört többes számú alakok képzése olykor szabályszerűen történik, de alapvetően szótári kérdés, hogy melyik szónak van és milyen. Pl. kitāb•un → kutub•un (könyv-ek), silāḥ•un → asliḥat•un (fegyver-ek), madḫan•un → madāḫin•u (kémény-ek), qalb•un → qulūb•un (szív-ek), ṭālib•un → ṭullāb•un (diák-ok) stb.

## Eset
- alanyeset: رفع [rafʿ]
- alanyesetű: مرفوع [marfūʿ]
- tárgyeset: نصب [naṣb]
- tárgyesetű: منصوب [manṣūb]
- birtokos eset: خفض [ḫafḍ] / جر [ǧarr]
- birtokos esetű: مخفوض [maḫfūḍ] / مجرور [maǧrūr]
- triptota: منصرف [munṣarif]
- diptota: ممنوع من الصرف [mamnūʿ min aṣ-ṣarf] /
 غير منصرف [ġayr munṣarif]
- az öt névszó: الأسماء الخمسة [al-asmāʾ al-ḫamsa]

Az arab nyelv három nyelvtani esetet ismer, amelyeket alany-, tárgy- és birtokos esetnek  szokás nevezni. (A hagyományos arab nyelvészet formai alapon kialakult rendszerében nincs elkülönülő névszó- és igeragozás. Szisztémája, az ún. iráb [kb. „toldalékolás”] minden szófajra kiterjedő, egységes szabályrendszer. Ebből fakadóan az általunk esetnek nevezett jelenségek megjelölésére használt szavak bizonyos igeragozási sajátságokra is utalnak.) A „tárgyeset” a határozói esetet is kifejezi, a birtokos eset pedig a prepozíciók vonzataként is előállhat.
Az esetet esetvégződések vagy – a kettes szám és az ép hímnemű többes szám esetében – toldalékok fejezik ki. Az esetvégződések rövid magánhangzók, ennek megfelelően a szó írásképének nem részei, legfeljebb mellékjellel fejezhetőek ki.

### Végződésekkel jelölt eset

#### Triptota szavak
Az alanyesetet az -u, a tárgyesetet az -a, a birtokos esetet pedig az -i hang fejezi ki (határozatlanság esetén ezeket nunáció követi). A határozatlan tárgyeseti végződés sajátossága, hogy az -an végződés írásképben is megjelenik egy szó végi alif formájában, szemben az összes többi végződéssel. A teljesen szabályosan ragozható szavakat triptotának („háromfejű”) nevezzük, utalva arra, hogy mindhárom végződést megkaphatják. Ezek lehetnek egyes- vagy tört többes számúak. A kitāb (= könyv) szó példáján bemutatva:
|      | Határozatlan | Határozatlan | Határozott | Határozott |
| Eset | Arab         | Átírt        | Arab       | Átírt      |
| A    | كتابٌ         | kitāb•un     | الكتابُ     | al-kitāb•u |
| T    | كتاباً        | kitāb•an     | الكتابَ     | al-kitāb•a |
| B    | كتابٍ         | kitāb•in     | الكتابِ     | al-kitāb•i |

#### Az öt névszó
Az öt névszó egyszótagú triptota szavak csoportja, amelyek sajátossága, hogy birtokos szerkezetbe kerülve birtokként hosszú magánhangzókat kapnak esetragul. (Önállóan állva ugyanúgy a végződések változnak, ahogy a többi triptota szónál.) Az öt szó az alábbi: ab•un (= apa), aḫ•un (= fivér), ḥam•un (= após), fam•un (= száj), ḏū (= valaminek tulajdonosa, birtokosa). Példa: abū malik•in (= egy király apja).
| Eset | Arab      | Átírt        |
| ---- | --------- | ------------ |
| A    | أبو ملك   | abū malik•in |
| T    | أبا ملك   | abā malik•in |
| B    | أبي الملك | abī malik•in |

#### Diptota szavak
A szavak egyik csoportja diptota („kétfejű”), ami arra a sajátosságukra utal, hogy határozatlan állapotban csak kétféle végződést kaphatnak, mivel a tárgy- és birtokos eseti rag egybeesik. Mivel ezek a szavak nunációt sem kapnak, ez a közös végződés az -a lesz. Határozott állapotban viszont ugyanúgy viselkednek, mint a triptoták. Ebbe a csoportba tartoznak az idegen eredetű tulajdonnevek (pl. Maryam•u = Mária, Lubnān•u = Libanon), az afʿal alakú szavak (pl. Aḥmad•u = Ahmed, akbar•u = nagyobb), illetve a többes számú mafāʿil és a mafāʿīl alakú szavak (dafātir•u = füzetek, ṭawāwīs•u = pávák), valamint a melléknevek egy csoportja (pl. naʿsān•u = álmos, ʿaṭšān•u = szomjas). Példa a „makātib” (= irodák) szóval:
|      | Határozatlan | Határozatlan | Határozott | Határozott   |
| Eset | Arab         | Átírt        | Arab       | Átírt        |
| A    | مكاتبُ        | makātib•u    | المكاتبُ    | al-makātib•u |
| T    | مكاتبَ        | makātib•a    | المكاتبَ    | al-makātib•a |
| B    | مكاتبَ        | makātib•a    | المكاتبِ    | al-makātib•i |

#### Ép nőnemű többes szám
Az ép nőnemű többes szám -āt toldalékához még esetvégződések is járulnak, amelyek határozatlanság esetén nunációt kapnak. Azonban ezek a végződések nem triptotaként és nem is diptotaként viselkednek. A tárgy- és birtokos esetű alakok ugyan itt is egybeesnek, de a birtokos esetre jellemző -i végződéssel, és nem csak határozatlan állapotban. Példaként a „muhandis-āt” (= mérnök-nők) szót felhasználva:
|      | Határozatlan | Határozatlan  | Határozott | Határozott      |
| Eset | Arab         | Átírt         | Arab       | Átírt           |
| A    | مهندساتٌ      | muhandisāt•un | المهندساتُ  | al-muhandisāt•u |
| T/B  | مهندساتٍ      | muhandisāt•in | المهندساتِ  | al-muhandisāt•i |

#### Yāʾ-végű szavak
Bizonyos szavak utolsó gyöke a yāʾ (ي), azaz a [y] és [ī] hangot egyaránt jelölő betű. Amennyiben ezt -i magánhangzó előzi meg, határozatlan állapotban alany- és birtokos esetben egyaránt eltűnik, helyette -in végződés jelenik meg, tárgyesetben viszont mind ejtésben, mind írásban felbukkan, és (írásban is) megkapja az -an végződést. Határozott állapotban mindig látható az utolsó gyök, amely alany- és birtokos esetben [ī] hangértéket képvisel, tárgyesetben viszont megkapja az -a végződést. Példa: „muḥām•in” (= ügyvéd).
|      | Határozatlan | Határozatlan | Határozott | Határozott   |
| Eset | Arab         | Átírt        | Arab       | Átírt        |
| A    | محامٍ         | muḥām•in     | المحامي    | al-muḥāmī    |
| T    | محامياًً       | muḥāmiy•an   | المحاميَ    | al-muḥāmiy•a |
| B    | محامٍ         | muḥām•in     | المحامي    | al-muḥāmī    |

Ennek egy altípusa, a faʿāl•in alakú szavak csoportja annyiban tér el a többitől, hogy itt nem jelenik meg a határozatlan tárgyesetű végződés -an nak ejtendő alifja, csupán egy -a végződést kap. Erre lehet példa a maqāh•in (= kávéházak) szó, aminek tárgyesete maqāhiy•a.

### Toldalékkal jelölt eset

#### Kettős szám
Amint fentebb említettük, a duális szavak esettől függően kétféle végződést kaphatnak: alanyesetben -āni, tárgy- és birtokos esetben pedig -ayni toldalék járul hozzájuk. Mindez független a névszó állapotától és nemétől. Példa: „intiḫāb-āni” (= két választás)
|      | Határozatlan | Határozatlan | Határozott | Határozott     |
| Eset | Arab         | Átírt        | Arab       | Átírt          |
| A    | انتخابَانِ     | intiḫābāni   | الانتخابَانِ | al-intiḫābāni  |
| T/B  | انتخابَينِ     | intiḫābayni  | الانتخابَينِ | al-intiḫābayni |

#### Ép hímnemű többes szám
Amint fentebb említettük, az ép hímnemű többes számú szóalakok esettől függően kétféle végződést kaphatnak: alanyesetben -ūna, tárgy- és birtokos esetben pedig -īna toldalék járul hozzájuk. Mindez független a névszó állapotától. Példa: „muraššaḥ-ūna” (= jelölt-ek).
|      | Határozatlan | Határozatlan | Határozott | Határozott     |
| Eset | Arab         | Átírt        | Arab       | Átírt          |
| A    | مرشحُونَ       | muraššaḥūna  | المرشحُونَ   | al-muraššaḥūna |
| T/B  | مرشحِينَ       | muraššaḥīna  | المرشحِينَ   | al-muraššaḥīna |

### Nem jelölt eset

#### -an végű szavak
Bizonyos, alif maksūrára végződő szavak sajátossága, hogy minden esetben azonos végződést kapnak. Határozatlan állapotban ez -an (a megszokott alif kiírása nélkül), határozott állapotban pedig alif maksūrával jelölt -ā. Esetük így csak a kontextusból következtethető ki. Példaszó: mustašf•an (= kórház).
|       | Határozatlan | Határozatlan | Határozott | Határozott  |
| Eset  | Arab         | Átírt        | Arab       | Átírt       |
| A/T/B | مستشفىً       | mustašf•an   | المستشفى   | al-mustašfā |

#### Ragozhatatlan szavak
Bizonyos szavak -ā hangot jelölő alifra végződnek. Ezek semmiféle végződést nem kaphatnak, így esetük nem jelölhető, csupán a kontextusból lehet kitalálni. Ilyen például a dunyā (= világ) vagy az Afrīqiyā (= Afrika) szó.
|       | Határozatlan | Határozatlan | Határozott | Határozott |
| Eset  | Arab         | Átírt        | Arab       | Átírt      |
| A/T/B | دنيا         | dunyā        | الدنيا     | ad-dunyā   |